# Walter von Waldbach

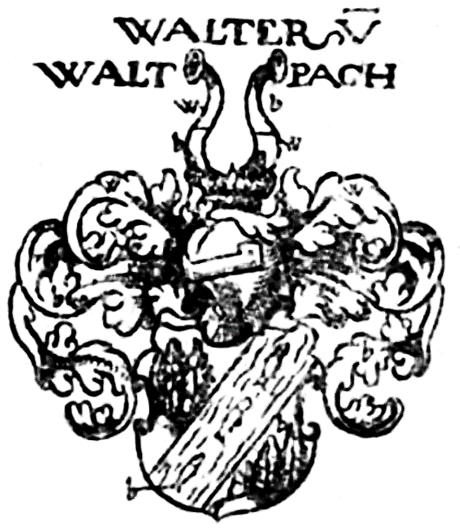
Wappen der Walter von Waltpach in Siebmachers Wappenbuch

Walter von Waldbach (auch Walter von Hof, Walter von Waltpach o. ä.) war der Name eines alten Patrizier- und Adelsgeschlechts aus der Freien Reichsstadt Eger, das 1700 erloschen ist. 

## Geschichte
Die Walter von Waldbach stammten wohl ursprünglich aus Hof an der Saale. 1250 vermachte Walter von Hof für das Kloster Waldsassen Liegenschaften an das Steinhaus in Eger. 1272 stiftete er südlich von der Kreuzherrenordenskirche die Kapelle des Heiligen Wenzel. 1268 erscheinen die Bürger zu Eger, Walter, Berthold und Conrad von Hof in einer Urkunde des Abtes des Klosters Waldsassen als Siegelzeugen. Die Bürger zu Eger, Conrad und Franz von Hof belehnte Kaiser Rudolf I. am 27. Juni 1290 mit den Gütern Kotewitzl und Hart inkl. der Mühle von Heinrichsdorf. Die Brüder und Bürger zu Eger Walter und Berthold von Hof gaben 1306 den Zehnt an das Kloster Waldsassen. 1356 besaß Walter von Hof Unter-Pilmersreuth. Der Ratsherr Niklas Walter stiftete 1379 neben der Kreuzherrenordenskirche eine Kapelle. 1563 war Adam Walter von Waldbach, Herr auf Kesselhof und Reichersdorf. Johann Adam Walter von Waldbach bekleidete 1684 in Eger das Amt des Bürgermeisters, dessen Wappen am Wohnhaus hinter der Stadtmühle angebracht war. In der Kirche St. Jodok bei Eger stifteten die Walter den Hoch- und Seitenaltar. 1700 ist das Geschlecht in Eger erloschen. 

## Wappen
Blasonierung: Goldenes Schild mit schräg nach rechts durchziehenden blauer Fluss, darin drei Fische, an jeder Seite des Flusses drei Fichtenbäume. Auf dem gekrönten Helm mit blau-silbernen Helmdecken zwei von Silber und Blau übereck geteilte Büffelhörner.